# 图唐 (上加龙省)
图唐（法語：Toutens）是法国上加龙省的一个市镇，属于图卢兹区（Toulouse）卡拉芒县（Caraman）。该市镇总面积4.86平方公里，2009年时的人口为193人。

## 人口
图唐人口变化图示